# サウスジョージア・サウスサンドウィッチ諸島の旗
サウスジョージア・サウスサンドウィッチ諸島の旗は、南大西洋のフォークランド諸島東方に浮かぶイギリスの海外領土・サウスジョージア・サウスサンドウィッチ諸島の領旗。初代の旗は1985年10月3日、同諸島がフォークランド諸島の属領から独立し独自の海外領土が成立したときに制定された。これ以前はフォークランド諸島の旗がサウスジョージアなどでも使用されてきた。
イギリス政府の旗ブルー・エンサインを基にしており、左上にはユニオンジャックがあり、右の青地の中央にはサウスジョージア・サウスサンドウィッチ諸島の紋章を中に入れた白い円盤が描かれていた。この旗はサウスジョージア島の政府施設や、島内の英国南極調査所（British Antarctic Survey）研究施設に掲揚されていた。1999年から2002年のいずれかの時点で領旗は変更され、紋章を配した白い円盤が取り除かれ紋章の大きさも拡大された新たな旗が制定されている。
紋章のうち、盾部分には上から下へ緑色の逆三角形が配され、その中のトーチを持ったライオンはイギリスによる島の発見を表す。白と水色がチェックになった模様の盾は、島の再発見者ジェームズ・クック個人の紋章である。盾は岩に登るオットセイと氷の上に立つマカロニペンギンに両側から支えられ、盾の上には兜とマント、その上にトナカイがいる。（オットセイとマカロニペンギンは島に自然に生息している代表的な動物であり、トナカイは人間が島に持ち込んだ動物である。）盾の下には「Leo Terram Propriam Protegat」（ラテン語：ライオンは自分の土地を守る）のモットーがある。
同じく、諸島の弁務官（総督はいない）の旗もあり、他のイギリス海外領土の総督旗同様、ユニオンジャックの中央に紋章を配している。弁務官はフォークランド諸島総督を兼任しているため、この旗が使われるのは弁務官が島に立ち寄った時だけとなっている。
1982年のフォークランド紛争では、フォークランド諸島（マルビナス諸島）およびサウスジョージア・サウスサンドウィッチ諸島（Islas Georgias del Sur y Sandwich del Sur）の領有権を主張するアルゼンチンが同諸島を占領した。アルゼンチン政府はフォークランド紛争敗戦後も、同諸島はティエラ・デル・フエゴ、アンタルティダ・エ・イスラス・デル・アトランティコ・スール州（フエゴ島、南極および南大西洋諸島州）の一部としているが、同州の旗はこれまでサウスジョージア・サウスサンドウィッチ諸島には掲揚されていない。

## ギャラリー

? 1992年から1999年まで使われたサウスジョージア・サウスサンドウィッチ諸島の旗
1999年以降の総督旗
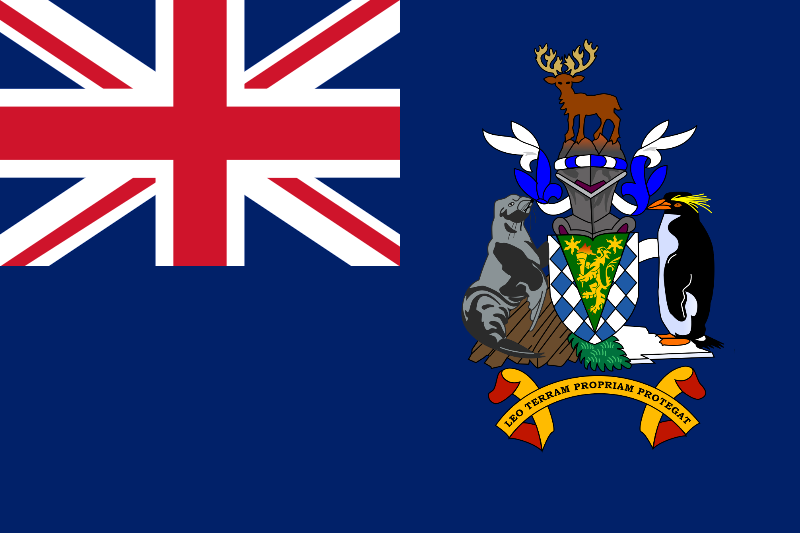
? 現在の旗（縦横比2:3の別タイプ）